# Macrothemis brevidens
Macrothemis brevidens – gatunek ważki z rodziny ważkowatych (Libellulidae). Występuje na terenie Ameryki Południowej.